# Livro de Oração Comum
O Livro de Oração Comum (em inglês:  Book of Common Prayer) é o livro oficial de preces da Igreja Anglicana e também o nome de livros similares de outras congregações da Comunhão Anglicana. Passou por várias revisões durante os últimos séculos e contém a ordem a ser seguida nos serviços religiosos. No Reino Unido ele só pode ser impresso pelas chamadas imprensas privilegiadas já que, a despeito de sua antiguidade, ele está sob o perpétuo direito de reprodução da Coroa Britânica. A versão em Português de Portugal foi traduzida em 1882 pela Igreja Lusitana Católica Apostólica Evangélica (ortografia velha), com uma segunda edição em 1901.
O trabalho de 1549 foi o primeiro livro de oração a incluir as formas completas de serviço para o culto diário e dominical em inglês. Continha Oração da Manhã, Oração da Noite, Litania e Sagrada Comunhão. E também os serviços ocasionais na íntegra: as ordens para o Batismo, Confirmação, Casamento, "orações a serem ditas com os doentes", e um serviço fúnebre. Também disponível por completo, os textos próprios da Missa (isto é, as partes que mudam de semana a semana ou, às vezes, diariamente durante Ano da Igreja): os Introits, coleta e leituras de epístolas e evangelhos para o culto de domingo de Comunhão. As leituras do Antigo Testamento e do Novo Testamento para a oração diária foram especificadas em formato tabular, assim como os Salmos e cânticos, principalmente bíblicos, que eram fornecidos para serem ditos ou cantados entre as leituras.
O livro de 1549 foi logo sucedido por uma revisão mais reformada em 1552 sob o mesmo editorial, o de Thomas Cranmer, arcebispo de Canterbury. Foi usado apenas por alguns meses, como após a morte de Eduardo VI em 1553, sua meia-irmã Mary I restaurou o culto católico romano. Mary morreu em 1558 e, em 1559, Elizabeth I reintroduziu o livro de 1552 com modificações para torná-lo aceitável para os adoradores e clérigos mais tradicionais.

Em 1604, Jaime I ordenou algumas mudanças adicionais, sendo a mais significativa a adição ao Catecismo de uma seção sobre os sacramentos. Após os tumultuosos eventos que cercaram a Guerra Civil Inglesa, quando o Livro foi novamente abolido, outra revisão modesta foi publicada em 1662 (Church of England 1662). Essa edição continua a ser o livro de orações oficial da Igreja da Inglaterra, embora até o final do século XX as formas alternativas que eram tecnicamente complementares deslocaram amplamente o Livro de Oração Comum para o culto dominical na maioria das igrejas paroquiais inglesas.

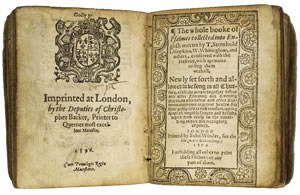
Edição do Livro de Oração comum de 1596.

Um Livro de Oração Comum com variações locais é usado em igrejas ao redor, ou derivadas da Comunhão Anglicana em mais de 50 países diferentes e em mais de 150 idiomas diferentes. Em algumas partes do mundo, o Livro de 1662 permanece tecnicamente autoritativo, mas outros livros ou padrões o substituíram no culto regular.
Os livros de oração tradicionais luteranos, metodistas e presbiterianos ingleses tomaram emprestado do Livro de Oração Comum e os rituais de casamento e sepultamento encontraram o caminho para os de outras denominações e para a língua inglesa. Como a versão King James da Bíblia e as obras de Shakespeare, muitas palavras e frases do Livro de Oração Comum entraram em linguagem comum.

## Nome completo
O nome completo do Livro de Oração Comum de 1662 é O Livro de Oração Comum e Administração dos Sacramentos e outros Ritos e Cerimônias da Igreja, de acordo com o uso da Igreja da Inglaterra, Juntamente com os Salteadores ou Salmos de Davi, apontados como eles devem ser cantados ou ditos nas igrejas: E a Forma e Forma de Fazer, Ordenar e Consagrar dos Bispos, Sacerdotes e Diáconos.

## Frases célebres
Várias frases do Livro de Oração Comum passaram para a cultura popular ocidental, principalmente entre os países de língua inglesa. Destacam-se:

“Até que a morte os " e "Se alguém se opõe a este matrimônio fale agora ou cale-se para sempre" — usados em casamentos.

"Perdoai, ó Deus, pelo que fizemos e pelo que deixamos de fazer."

 "Pois teu é o reino, o poder e a glória para sempre" — acrescentado ao pai-nosso original

## Na comunhão Anglicana
Com a expansão colonial britânica a partir do século XVII, o anglicanismo se espalhou pelo mundo. As novas igrejas anglicanas usaram e revisaram o uso do Livro de Oração Comum, até que, como a igreja inglesa, produziram livros de oração que levaram em conta os desenvolvimentos no estudo e prática litúrgica nos séculos XIX e XX que se encontram sob o título geral do Movimento Litúrgico.

### Nova Zelândia
Quanto a outras partes do Império Britânico, o Livro de Oração Comum de 1662 foi inicialmente o padrão de culto para os anglicanos na Nova Zelândia. O Livro de 1662 foi traduzido pela primeira vez em maori em 1830, e passou por várias traduções e várias edições diferentes desde então. O traduzido 1662 BCP tem sido comumente chamado Te Rawiri ("o David"), refletindo a proeminência do Saltério nos serviços de Oração da Manhã e da Tarde, como os Maori muitas vezes procuravam palavras a serem atribuídas a uma pessoa de autoridade. A tradução maori do BCP de 1662 ainda é usada na Nova Zelândia, particularmente entre os maoris mais velhos que vivem em áreas rurais.
Após os primeiros serviços de julgamento em meados do século XX, em 1988 a Igreja Anglicana de Aotearoa, Nova Zelândia e Polinésia autorizou através de seu sínodo geral Um Novo Livro de Oração da Nova Zelândia, Ele Karakia Mihinare o Aotearoa destinado a atender às necessidades da Nova Zelândia, Fiji, Tonga, Samoa e os Anglicanos da Ilha Cook. Este livro é incomum por sua diversidade cultural; inclui passagens nas línguas maori, fijiana, tonganesa e inglesa. Em outros aspectos, reflete a mesma influência ecumênica do Movimento Litúrgico como em outros livros anglicanos novos do período, e toma emprestado livremente de uma variedade de fontes internacionais. O livro não é apresentado como uma autoridade litúrgica final ou definitiva, como o uso do artigo definido no título poderia ter implicado. Embora o prefácio seja ambíguo em relação ao status de formas e livros mais antigos, a implicação, no entanto, é que este livro é agora a norma de culto aos anglicanos em Aotearoa / Nova Zelândia. O livro também foi revisado de várias maneiras menores desde a publicação inicial, como a inclusão do Revised Common Lectionary e uma edição on-line é oferecida gratuitamente como padrão para referência.

### Austrália
A Igreja Anglicana da Austrália, conhecida oficialmente até 1981 como Igreja da Inglaterra na Austrália e na Tasmânia, tornou-se autogovernada em 1961. Seu sínodo geral concordava que o Livro de Oração Comum deveria "ser considerado o padrão autorizado de culto e doutrina". nesta Igreja ". Após uma série de serviços experimentais oferecidos em muitas dioceses durante as décadas de 1960 e 1970, em 1978, foi produzido um Livro de Oração Australiano, formalmente como suplemento do livro de 1662, embora na verdade tenha sido amplamente adotado no lugar do livro antigo. A AAPB procurou aderir ao princípio de que, onde a comissão litúrgica não poderia concordar com uma formulação, as palavras ou expressões do Livro de Oração Comum deveriam ser usadas (a Igreja da Inglaterra na Austrália Trust Corporation 1978), se em um idioma moderno. O resultado foi uma revisão conservadora, incluindo duas formas de rito eucarístico: uma Primeira Ordem que era essencialmente o rito de 1662 em linguagem mais contemporânea, e uma Segunda Ordem que refletia as normas do Movimento Litúrgico, mas sem elementos como uma epicose eucarística ou outras características. isso representaria um desvio da doutrina do antigo Livro.
Um Livro de Oração para a Austrália, produzido em 1995 e novamente não tecnicamente um substituto para 1662, no entanto, partiu tanto da estrutura quanto da redação do Livro de Oração Comum, provocando uma reação conservadora. Inúmeras objeções foram feitas e a notável diocese evangélica conservadora de Sydney chamou a atenção tanto para a perda do texto BCP quanto para uma "doutrina bíblica explícita de reparação substitutiva". [ carece de fontes? ] Os delegados de Sydney ao sínodo geral procuraram e obtiveram várias concessões, mas essa diocese nunca adotou o livro. A Diocese de Sydney, em vez disso, desenvolveu seu próprio livro de orações, chamado Sunday Services., para "suplementar" o livro de orações de 1662 (que, como em outras partes da Austrália, raramente é usado), e preservar a teologia original que a diocese de Sydney afirma ter mudado.

### China
O Livro de Oração Comum é traduzido literalmente como 公 禱 書 em Chinês ( Mandarim : Gōng dǎo shū ; Cantonês : Gūng tóu syū ). As antigas dioceses do extinto Chung Hua Sheng Kung Hui tinham seu próprio Livro de Oração Comum. O Sínodo Geral e o Colégio dos Bispos de Chung Hwa Sheng Kung Hui planejavam publicar uma versão unificada para o uso de todas as igrejas anglicanas na China em 1949, que era o 400º aniversário da primeira publicação do Livro de Oração Comum. Depois que os comunistas tomaram a China continental, a Diocese de Hong Kong e Macau tornou-se independente do Chung Hua Sheng Kung Hui, e continuou a usar a edição emitida em Xangai em 1938 com uma revisão em 1959. Esta edição, também chamada de "Livro de Oração Negra de Oração Comum" 書 公 禱 書 devido à sua cobertura negra, ainda permanece em uso após a criação do Hong Kong Sheng Kung Hui (província anglicana em Hong Kong). O estilo de linguagem do "Livro Negro de Oração Comum" está mais próximo do chinês clássico do que do chinês contemporâneo.

## Influência literária
Juntamente com a versão King James da Bíblia e as obras de Shakespeare, o Livro de Oração Comum tem sido um dos três fundamentos fundamentais do inglês moderno. Como tem sido usado regularmente durante séculos, muitas frases de seus serviços passaram para o inglês cotidiano, seja como citações deliberadas ou como empréstimos inconscientes. Eles têm sido freqüentemente usados metaforicamente em contextos não religiosos, e autores usaram frases do livro de orações como títulos para seus livros.
- "Fale agora ou cale-se para sempre" da liturgia do casamento.
- "Até que a morte vos separe", da liturgia matrimonial.
- "Terra à terra, cinzas a cinzas, poeira a pó" do serviço funeral.
- "De todos os enganos do mundo, da carne e do diabo" da ladainha.
- "Leia, marque, aprenda e interiormente digam" do coletar para o segundo domingo do Advento.
- "Fígado mau" das rubricas da Sagrada Comunhão.
- "Todos os tipos e condições de homens" da Ordem da Oração da Manhã.
- " Paz em nosso tempo" da Oração da Manhã, Versículos.

## Direitos autorais
Na Inglaterra, existem apenas três órgãos autorizados a imprimir o Livro de Oração Comum : as duas prensas privilegiadas ( Cambridge University Press e Oxford University Press ) e The Queen's Printer. A Cambridge University Press mantém as cartas patente como A Impressora da Rainha e, assim, dois desses três corpos são os mesmos. O termo latim 'cum privilegio' ( com privilégio ) está impresso nas páginas de título das edições de Cambridge do Livro de Oração Comum de 1662 (e da versão King James da Bíblia) para denotar a autoridade ou privilégio da carta em que são publicados.
A principal função da Cambridge University Press no seu papel de impressora da Queen é preservar a integridade do texto, continuando uma longa tradição e reputação de bolsa de estudos textual e precisão de impressão. A Cambridge University Press afirmou que, como imprensa universitária, uma empresa de caridade dedicada ao avanço do aprendizado, não tem desejo de restringir artificialmente esse avanço, e que a restrição comercial por meio de um monopólio parcial não faz parte de seu propósito. Por isso, concede permissão para usar o texto, e licencia a impressão ou a importação para venda dentro do Reino Unido, desde que seja assegurado qualidade e precisão aceitáveis.
A Igreja da Inglaterra, apoiada pela Prayer Book Society, publica uma edição on-line do Livro de Oração Comum com permissão da Cambridge University Press.
De acordo com Canon II.3.6 (b) (2) da Igreja Episcopal (Estados Unidos), a igreja renuncia a qualquer copyright para a versão do Livro de Oração Comum atualmente adotada pela Convenção da igreja (embora o texto da proposta as revisões permanecem protegidas por direitos autorais).